# Argus (lenguaje de programación)
Argus es un lenguaje de programación creado en el Instituto Tecnológico de Massachusetts por Barbara Liskov entre 1982 y 1988, en colaboración con Maurice Herlihy, Paul Johnson, Robert Scheifler, y William Weihl. Es una extensión del lenguaje CLU, y emplea la mayor parte de su sintaxis y semántica.  Argus fue diseñado para apoyar la creación de programas de  computación distribuida, mediante el encapsulamiento de procedimientos relacionados con objetos llamados guardianes, y soportando instrucciones atómicas llamadas acciones.